# Jozef Sabovčík
Jozef Sabovčík (* 4. Dezember 1963 in Bratislava, Tschechoslowakei) ist ein slowakischer Eiskunstläufer, der für die Tschechoslowakei im Einzellauf startete.
Jozef Sabovčík begann im Alter von sieben Jahren auf Wunsch seiner Großmutter mit dem Eiskunstlauf. Später sagte Sabovčík, dass er seiner Großmutter einen Großteil seines Erfolgs verdanke. Während seiner Amateurkarriere wurde Sabovčik von 1979 bis 1984 sechsfacher nationaler Meister der Tschechoslowakei und 1985 und 1986 zweifacher Europameister. Außerdem gewann er die Bronzemedaille bei den Olympischen Spielen 1984 hinter Scott Hamilton und Brian Orser. Sabovčík wurde von Agnesa Búřilová trainiert.
Sabovčík war ein großes Sprungtalent, weshalb er den Beinamen Jumping Joe erhielt. 1986 beendete er aufgrund von gesundheitlichen Problemen seine Amateurkarriere und arbeitete zunächst in Deutschland und später in Toronto (Kanada) als Trainer. Dort traf er auf den kanadischen Eiskunstläufer Toller Cranston, der ihn dazu brachte, wieder selbst auf dem Eis aufzutreten. Er verbesserte seinen künstlerischen Ausdruck und erlernte den Rückwärtssalto, den er auf einem Fuß landete, womit er der erste Mann der Welt war. Später wurde Sabovčík Weltmeister der professionellen Eiskunstläufer und trat in diversen Fernsehshows auf.
Im Jahr 1999 heiratete er in zweiter Ehe Jennifer Verili. Er hat zwei Söhne. Sabovčík spricht fließend Englisch, Slowakisch, Tschechisch, Deutsch und Russisch. Mittlerweile besitzt er neben der slowakischen auch die kanadische Staatsbürgerschaft. Trotz der Teilung seines Heimatlandes betrachtet sich Sabovčík weiterhin als Tschechoslowake.

## Ergebnisse
| Wettbewerb / Jahr                   | 1979 | 1980 | 1981 | 1982 | 1983 | 1984 | 1985 | 1986 |
| ----------------------------------- | ---- | ---- | ---- | ---- | ---- | ---- | ---- | ---- |
| Olympische Winterspiele             |      |      |      |      |      | 3.   |      |      |
| Weltmeisterschaften                 | 19.  | 16.  | 12.  | 16.  | 6.   | 4.   | 4.   | 6.   |
| Europameisterschaften               | 17.  | 9.   | 5.   | 8.   | 2.   | 4.   | 1.   | 1.   |
| Tschechoslowakische Meisterschaften | 1.   | 1.   | 1.   | 1.   | 1.   | 1.   |      |      |